# 小仁
小仁（しょうにん）は、604年から648年まで日本にあった冠位である。冠位十二階の第4で、大仁の下、大礼の上にあたる。

## 概要
推古天皇11年12月5日（604年1月11日）に制定された。大化3年（647年）制定の七色十三階冠制により、翌4年（648年）4月1日に廃止になった。13階のどこに引き継がれたかについては2説が対立する。一つは大仁と小仁を13階中第8階の小錦にまとめたとするもの。もう一つは、13階中第10階の小青に対応するというものである。

## 小仁の人物
『日本書紀』に小仁の人物は見えないが、他の史料に3例がある。ただし、吉士雄成について『日本書紀』は大礼と記し、食い違いがある。
- 物部兄麿 - 舒明天皇4年（633年）、武蔵国造（聖徳太子伝暦）[7]
- 土形真閇乃 - 推古天皇代、城飼評督（城飼評は後の城東郡）（土方氏系図）[8]
- 吉士雄成? - 推古天皇16年（608年）、（先代旧事本紀）